# コミングリング
コミングリング（Commingling）は、特定の資産が他の資産と混合してしまい特定が困難になること。コミングル（混合、混在）ともいう。

## コミングリング・リスク
コミングリング・リスク（Commingling Risk）とは固有財産たる金銭が関係者（親会社やオリジネーター等）の財産と混蔵・混同されてしまうリスクをいう。
金融機関による売掛金の代金回収の場合、支払人が金融機関の指定口座等に直接送金する方法と、買取依頼人が指定する入金口座にいったん送金され振替手続を踏む場合があるが、後者の場合には振替前に買取依頼人が倒産した場合などにコミングリング・リスクを生じる。
コミングリングによって生じる損失をコミングリング・ロス（Commingling Loss）という。コミングリング・リスクを予防する手段にウォーターフォールや口座管理がある。